# Мирослав Стојановски
Мирослав Стојановски (Скопље, 10. јул 1959), генерал-потпуковник и начелник Генералштаба Армије Републике Северне Македоније, од 2005. до 2011. године.

## Образовање
- Војна гимназија – Београд (1974–1978)
- Војна академија КоВ – смер пешадија Београд и Сарајево (1978—1982)
- Курс за официре у Војној полицији АРМ (1983)
- Командно Штабну академију – Скопље (1995—1996)
- НАТО колеџ за одбрану - Рим (1998)

## Војна каријера
- 1982—1984. командир вода војне полиције
- 1984 –1989. командир чете војне полиције,
- 1989 –1991. командир противтерористичке чете,
- 1991–1992. заменик команданта батаљона војне полиције
- 1992-1994. начелник одељења војне полиције у Сектору за безбедност и разузнавање? у министарству одбране Републике Македоније
- 1994-1998. командант јединице за специјалне намене у министарству одбране Републике Македоније
- 1998-1999. члан генералштаба АРМ,
- 1999-2000. заменик начелника одељења за стратегијска истраживања у ГШ АРМ,
- 2000-2001. руководилац катедре за физичко васпитање у Војној Академији
- 2001-2003. командант 1. пешадијске бригаде
- 2003-2005. заменик Начелника генералштаба за б/г и операцие,
- 2005. Началник генералштаба АРМ
- 2006. Унапређен у чин генерал-потпуковника

## Унапређења
- потпоручник (1982)
- поручник (1983)
- капетан (1986)
- капетан I класе (1990)
- мајор (1991)
- потпуковник (1994)
- пуковник (1998)
- бригадни генерал (2001)
- генерал-мајор (2003)
- генерал-потпуковник (2006)